# Arabella Stanton
Arabella Stanton (født 11. april 2014) er en britisk børneskuespiller. Hun er udset til at spille rollen som Hermione Granger i HBO's tv-serie om Harry Potter med forventet premiere i 2026. Hun har sceneerfaring som skuespiller i to teaterstykker: som fortælleren Control i Andrew Lloyd Webbers musical Starlight Express og i rollen som Matilda Wormwood i Matilda the Musical i Londons teaterdistrikt West End.

## Roller

### TV
- Harry Potter (under produktion) - Hermione Granger

### Teater
- Matilda The Musical (2023-2024) - Matilda Wormwood
- Starlight Express (2024-2025) - Control